# Mark Ballas
Mark Alexander Ballas Jr. (Houston, 24 maggio 1986) è un ballerino statunitense.
Ballas è un ballerino da sala professionista nel programma della ABC Dancing with the Stars. Ha cominciato a gareggiare nello show nell'autunno del 2007. È stato nominato per un Emmy per la Coreografia Eccezionale nel 2011. È anche cantante, cantautore e musicista e ha pubblicato il suo primo CD da solista HurtLoveBox nel marzo 2011.

## Biografia
Mark Ballas è nato a Houston, Texas, figlio dei ballerini Corky Ballas e Shirley Ballas (nata Rich). I suoi nonni paterni avevano origini messicane, spagnole e greche, e sua madre è britannica. Il nonno paterno, George Ballas, è stato l'inventore del Weed Eater (letteralmente, il "Mangia-erbacce"), un apparecchio tagliaerba.
All'età di 11 anni, ha ottenuto un posto a tempo pieno presso l'Accademia, oltre ad aver guadagnato una borsa di studio per il college. Nel 2005, gli è stato assegnato il premio Performer of the Year. Ha poi vinto i campionati di The British Open to the World, The US Open to the World e The International Open to the World. Con la sua ex partner Julianne Hough ha vinto i Junior Latin American Dance Championship e la medaglia d'oro alle Junior Olympics (Olimpiadi giovanili).
Da giovane, Mark ha fatto parte di un trio pop chiamato "2B1G"(2 Boys 1 Girl) insieme a Julianne Hough e Derek Hough. 

## Carriera

### Recitazione
Come attore ha interpretato il ruolo principale di Tony nel musical Copacabana ed è stato primo ballerino nel tour in Inghilterra del musical spagnolo María de Buenos Aires. È stato anche il sostituto del ruolo di Ritchie Valens nel tour inglese di Buddy – The Buddy Holly Story. Ha inoltre recitato in Harry Potter e la pietra filosofale come membro della Casa Tassorosso.
Nell'ottobre del 2008, ha fatto la comparsa nella prima stagione della serie televisiva Samantha chi?. Nel settembre 2010, è comparso in Melissa & Joey, la nuova serie televisiva di Melissa Joan Hart, sua ex-partner a Dancing with the stars.

### Dancing with the Stars
Nella quinta stagione di Dancing with the Stars (Ballando con le Stelle), Mark Ballas era in coppia con la star delle The Cheetah Girls Sabrina Bryan. Il 30 ottobre 2007, la coppia è stata eliminata dallo show ma sono stati l'unica coppia ad essere stata invitata nuovamente per un'esibizione di danza. 
La partner di Ballas nella sesta stagione di Dancing with the Stars è stata la campionessa di pattinaggio artistico su ghiaccio, vincitrice della medaglia d'oro alle olimpiadi Kristi Yamaguchi. Con lei ha vinto il programma. 
Il 25 agosto del 2008, la ABC ha annunciato il nuovo cast per la settima stagione e Ballas fu messo in coppia con la star televisiva Kim Kardashian. Loro sono stati la terza coppia ad essere eliminata, terminando così in undicesima posizione il 30 settembre 2008. 
Per l'ottava stagione, Ballas è stato messo in coppia con la vincitrice della medaglia d'oro olimpica per la ginnastica Shawn Johnson, vincendo quella stagione il 19 maggio 2009. 
È stato messo in coppia con l'attrice Melissa Joan Hart per la nona stagione. Sono stati eliminati dal programma alla sesta settimana piazzandosi così al nono posto.
Per la decima stagione, Ballas è stato messo in coppia con l'attrice Shannen Doherty. Sono stati la prima coppia ad essere eliminata dal programma, il 30 marzo 2010. 
Per l'undicesima stagione, Ballas è stato messo in coppia con Bristol Palin, la figlia della governatrice dell'Alaska e candidata VicePresidente degli Stati Uniti d'America, Sarah Palin. Sono riusciti ad arrivare in finale, ma sono arrivati terzi.
Per la dodicesima stagione, Ballas è stato messo in coppia con la star di Disney Channel Chelsea Staub. Sono arrivati in finale, ma si sono dovuti accontentare del terzo posto. 
Per la tredicesima stagione, Ballas è stato messo in coppia con la star televisiva Kristin Cavallari, ma sono stati la terza coppia ad essere eliminata dal programma, chiudendo al decimo posto.
Per la quattordicesima stagione, Ballas è stato messo in coppia con la cantante classica gallese Katherine Jenkins piazzandosi secondi.
Nella quindicesima edizione, l'edizione All Star, è tornato a far coppia con la sua partner dell'undicesima edizione Bristol Palin piazzandosi noni. 
Per la sedicesima edizione è stato messo in coppia con la due volte campionessa olimpica Alexandra Raisman. Sono arrivati in finale ma si sono piazzati quarti. 
Nella diciassettesima edizione è stato messo in coppia con la cantante Christina Milian ma si sono piazzati solamente noni. 
Nella diciottesima edizione e stato messo in coppia con l'attrice di Gli amici di papà Candace Cameron Bure. Sono arrivati in finale piazzandosi terzi. 
Nella diciannovesima edizione fa coppia con Sadie Robertson di Duck Dynasty:buzzurri e bizzarri piazzandosi secondi. 
Nella ventesima edizione è in coppia con l'attrice di Hunger Games Willow Shields piazzandosi settimi. 
Nella ventunesima edizione fa coppia con l'attrice Alexa PenaVega. Hanno terminato la competizione con un sesto posto nonostante il punteggio più alto nella puntata dell'eliminazione. 
Nella ventiduesima edizione è in coppia con la lottatrice di arti marziali miste Paige VanZant piazzandosi secondi.
Ballas torna poi nella venticinquesima edizione in coppia con la violinista Lindsey Stirling piazzandosi anche qui secondi.
| Stagione | Partner              | Posizione |
| -------- | -------------------- | --------- |
| 5        | Sabrina Bryan        | 7°        |
| 6        | Kristi Yamaguchi     | 1°        |
| 7        | Kim Kardashian       | 11°       |
| 8        | Shawn Johnson        | 1°        |
| 9        | Melissa Joan Hart    | 9°        |
| 10       | Shannen Doherty      | 11°       |
| 11       | Bristol Palin        | 3°        |
| 12       | Chelsea Kane         | 3°        |
| 13       | Kristin Cavallari    | 10°       |
| 14       | Katherine Jenkins    | 2°        |
| 15       | Bristol Palin        | 9°        |
| 16       | Alexandra Raisman    | 4°        |
| 17       | Christina Milian     | 9°        |
| 18       | Candace Cameron Bure | 3°        |
| 19       | Sadie Robertson      | 2°        |
| 20       | Willow Shields       | 7°        |
| 21       | Alexa PenaVega       | 6°        |
| 22       | Paige VanZant        | 2°        |
| 25       | Lindsey Stirling     | 2°        |

## Performance aDancing with the Stars
| Settimana# | Ballo / Canzone                                  | Risultato  |
| ---------- | ------------------------------------------------ | ---------- |
| 1          | Cha cha cha / "Don't Cha"                        | Salvi      |
| 2          | Quickstep / "They're Red Hot"                    | Salvi      |
| 3          | Jive / "Shake, Rattle and Roll"                  | Salvi      |
| 4          | Paso doble / "You Spin Me Round (like a Record)" | Salvi      |
| 5          | Rumba / "Me and Mrs. Jones"                      | Salvi      |
| 6          | Foxtrot / "I'm a Woman"                          | Eliminati  |
|            | Rock and roll / "Rockin' Robin"                  | esibizione |

Con la partner Kristi Yamaguchi
| Settimana# | Ballo / Canzone                                                                           | Risultato |
| ---------- | ----------------------------------------------------------------------------------------- | --------- |
| 1          | Foxtrot / "The More I See You"                                                            | Salvi     |
| 2          | Mambo / "Hey Baby"                                                                        | Salvi     |
| 3          | Tango / "Rio"                                                                             | Salvi     |
| 4          | Paso doble / "Blue Monday"                                                                | Salvi     |
| 5          | Rumba / "Say"                                                                             | Salvi     |
| 6          | Jive / "Rip It Up" e Country Western / "Cotton Eye Joe"                                   | Salvi     |
| 7          | Valzer / "I'm with You" e Cha cha cha / "Don't Stop the Music"                            | Salvi     |
| 8          | Quickstep / "Billy A Dick" e Samba / "Volare"                                             | Salvi     |
| 9          | Tango / "Midnight Tango" e Jive / "Nutbush City Limits"                                   | Salvi     |
| 10         | Cha cha cha / "Dancing on the Ceiling", Street dance / "Off the Wall", Jive / "Rip It Up" | Vincitori |

Con la partner Kim Kardashian
| Settimana# | Ballo / Canzone                                  | Risultato                      |
| ---------- | ------------------------------------------------ | ------------------------------ |
| 1          | Foxtrot / "The Pink Panther Theme"               | Ultimi ad essere stati salvati |
| 1          | Mambo / "Baby Got Back"                          | Salvi                          |
| 2          | Rumba / "You Give Me Something (James Morrison)" | Eliminati                      |

Con la partner Shawn Johnson
| Settimana# | Ballo / Canzone                                                                                    | Risultato          |
| ---------- | -------------------------------------------------------------------------------------------------- | ------------------ |
| 1          | Valzer / "It is You (I Have Loved)"                                                                | senza eliminazione |
| 2          | Salsa (danza) / "Las Muchachas"                                                                    | Salvi              |
| 3          | Foxtrot / "More than This (singolo Roxy Music)"                                                    | Salvi              |
| 4          | Lindy Hop / "Ready Teddy"                                                                          | Salvi              |
| 5          | Valzer / "Ordinary Day"                                                                            | Salvi              |
| 6          | Rumba / "Slow Dancing in a Burning Room"                                                           | Salvi              |
| 7          | Cha cha cha / "P.Y.T. (Pretty Young Thing)"                                                        | Salvi              |
| 8          | Samba / "Get Down on It" e Mambo / "Single Ladies (Put a Ring on It)"                              | Salvi              |
| 9          | Quickstep / "Friend like Me" e Pasodoble / "Gotta Get thru This"                                   | Salvi              |
| 10         | Tango argentino / "Asi Se Baila El Tango" e Jive / "Reet Petite"                                   | Salvi              |
| 11         | Pasodoble / "So What", Street dance / "Do Your Thing", Cha cha cha / "P.Y.T. (Pretty Young Thing)" | Vincitori          |

Con la partner Melissa Joan Hart
| Settimana# | Ballo / Canzone                                            | Risultato |
| ---------- | ---------------------------------------------------------- | --------- |
| 1          | Valzer / "The Time of My Life", Cha cha cha / "Centerfold" | Salvi     |
| 2          | Jive / "Long Tall Sally"                                   | Salvi     |
| 3          | Samba / "Turn Me On (Kevin Lyttle)"                        | Salvi     |
| 4          | Charleston (ballo) / "Charleston"                          | Salvi     |
| 5          | Tango argentino / "Tango Barbaro"                          | Salvi     |
| 6          | Valzer / "Only One Road", Mambo / "Ran Kan Kan"            | Eliminati |

Con la partner Shannen Doherty
| Settimana# | Ballo / Canzone               | Risultato          |
| ---------- | ----------------------------- | ------------------ |
| 1          | Valzer / "The Killing Moon"   | senza eliminazione |
| 2          | Jive / "Shake a Tail Feather" | Eliminati          |

Con la partner Bristol Palin
| Settimana# | Ballo / Canzone                                                                                                | Risultato |
| ---------- | --- | --------- |
| 1          | Cha cha cha / "Mama Told Me Not to Come"                                                                       | Salvi     |
| 2          | Quickstep / "You Can't Hurry Love"                                                                             | Salvi     |
| 3          | Foxtrot / "Just the Way You Are (Bruno Mars)"                                                                  | Salvi     |
| 4          | Rumba / "Umbrella (Rihanna)"                                                                                   | Salvi     |
| 5          | Jive / "(Theme From) The Monkees"                                                                              | Salvi     |
| 6          | Tango / "According to You", Rock 'n Roll / "La Grange"                                                         | Salvi     |
| 7          | Valzer / "Trouble", Cha cha cha / "Workin' Day and Night"                                                      | Salvi     |
| 8          | Tango argentino / "Buttons", Samba / "Mas Que Nada"                                                            | Salvi     |
| 9          | Paso doble / "Gimme More", Valzer / "Mary Goes To Jesus"                                                       | Salvi     |
| 10         | Jive / "Move", Street dance / "Cell Block Tango", Tango / "According to You", Cha cha cha / "Raise Your Glass" | Eliminati |

Con la partner Chelsea Kane
| Settimana# | Ballo / Canzone                                                                          | Risultato          |
| ---------- | ---------------------------------------------------------------------------------------- | ------------------ |
| 1          | Foxtrot / "King of Anything"                                                             | senza eliminazione |
| 2          | Jive / "I Write Sins Not Tragedies"                                                      | Salvi              |
| 3          | Cha cha cha / "Chelsea"                                                                  | Salvi              |
| 4          | Valzer / "Hedwig's Theme"                                                                | Salvi              |
| 5          | Samba / "Party in the U.S.A."                                                            | Salvi              |
| 6          | Quickstep / "Walking on Sunshine"                                                        | Salvi              |
| 7          | Paso Doble / "Ghosts 'n' Stuff", Cha cha cha / "Born this Way"                           | Salvi              |
| 8          | Valzer / "My Love", Salsa / "Get Busy"                                                   | Salvi              |
| 9          | Tango argentino / "Assassin's Tango", Rumba / "Eyes on Fire", Cha cha cha / "Just Dance" | Salvi              |
| 10         | Samba / "Hip Hip Chin Chin", Street Dance / "Latinos", Valzer / "Hedwig's Theme"         | Terzo Posto        |

Con la partner Kristin Cavallari
| Settimana# | Ballo / Canzone                                 | Risultato |
| ---------- | ----------------------------------------------- | --------- |
| 1          | Cha cha cha / "Dynamite"                        | Salvi     |
| 2          | Quickstep / "Diamonds Are a Girl's Best Friend" | Salvi     |
| 3          | Samba / "Crazy in Love"                         | Eliminati |

Con la partner Katherine Jenkins
| Settimana# | Ballo / Canzone                                                       | Risultato          |
| ---------- | --------------------------------------------------------------------- | ------------------ |
| 1          | Foxtrot / "The Show"                                                  | senza eliminazione |
| 2          | Jive / "Ain't Nothing Wrong With That"                                | Salvi              |
| 3          | Valzer / "To Where You Are"                                           | Salvi              |
| 4          | Paso Doble / "Time Is Running Out"                                    | Salvi              |
| 5          | Tango argentino / "Tanguedia II"                                      | Salvi              |
| 6          | Samba / "I Can't Get Next to You", Motown Marathon / "Nowhere to Run" | Salvi              |
| 7          | Rumba / "Canon in D Major", Tango / "Toccata"                         | Salvi              |
| 8          | Quickstep / Cha cha cha                                               | Eliminati          |

## Musica
Cominciò a suonare la chitarra all'età di 4 anni, e a 12 cominciò a scrivere e comporre le proprie musiche suonando chitarra, basso e batteria. I fratelli Hough e Ballas misero su un trio pop chiamato 2B1G (2 Boys 1 Girl). Con il suo amico Derek Hough formò la band Almost Amy, il cui nome fu poi cambiato in Ballas Hough Band. Gli altri membri del gruppo sono la cantante Emily Grace, che suona il flauto, il sassofono e il pianoforte; Sam Marder, che suona il basso; e Harry Sullivan che suona la batteria.